# 623 v. Chr.
Portal Geschichte | Portal Biografien | Aktuelle Ereignisse | Jahreskalender | Tagesartikel

◄ |
8. Jahrhundert v. Chr. |
7. Jahrhundert v. Chr. |
6. Jahrhundert v. Chr. |
►

◄ | 640er v. Chr. | 630er v. Chr. | 620er v. Chr. | 610er v. Chr. |
600er v. Chr. |
►

◄◄ | ◄ | 626 v. Chr. | 625 v. Chr. | 624 v. Chr. | 623 v. Chr. |
622 v. Chr. |
621 v. Chr. |
620 v. Chr. |
► |
►►

## Ereignisse

### Wissenschaft und Technik
- 2. Regierungsjahr des babylonischen Königs Nabopolassar (624 bis 623 v. Chr.): Der ausgerufene Schaltmonat Addaru II beginnt am 24. Februar[1].
- 3. Regierungsjahr des babylonischen Königs Nabopolassar (623 bis 622 v. Chr.): Im babylonischen Kalender fällt der Jahresbeginn des 1. Nisannu auf den 25.–26. März[1]; der Vollmond im Nisannu auf den 8.–9. April[1] und der 1. Tašritu auf den 18.–19. September[1].[2]